# Сујета
Сујета или сујетност је претерано веровање у сопствене могућности или привлачност према другима. Пре 14. века није имала толико нарцистичан призвук и само је означавала пуку бескорисност или узалудност. Повезани термин хвалисавост или славољубље данас се често сматра архаичним синонимом за сујетност, али оригинално је означавао „узалудно хвалисање [разметање речима]”, односно неоправдано самохвалисање; мада, иако се реч слава данас види са искључиво позитивним значењем, латинска реч gloria (из које се иста изводи; „глорија”) грубо значи управо „самохвалисање” и често се користи као негативна критика.

## У религији и филозофији
У многим религијама, сујетност (у свом модерном значењу) сматра се формом самоидолатрије у којој појединац пореди себе с величином Бога зарад сопственог имиџа, те тако постаје одвојен а временом можда и растављен од божанске благодати, од Бога. У хришћанским учењима, сујетност односно гордост или охолост сматра се примером поноса, једним од седам смртних грехова.
Филозофски говорећи, сујетност се може односити у ширем смислу на еготизам или егоизам те на понос. Фридрих Ниче пише да је „сујетност страх од оригиналног појављивања: тако је то недостатак поноса, али не нужно недостатак оригиналности”. Један од афоризама Мејсона Кулија је: „Сујета добро нахрањена је добротворна. Сујета гладна је злобна.”

## Симболизам
У западњачкој уметности, сујету углавном симболизује паун, а у библијском смислу Блудница вавилонска. Током ренесансе, сујетност је у правилу представљала нага жена — понекад како седи или лежи на каучу. Негује своју косу чешљем и пред огледалом. Огледало понекад држи демон или путо. Симболи сујетности укључују накит, златне новчиће, торбицу и углавном саму фигуру смрти.
На свицима се често може наћи натпис Omnia Vanitas („Све је таштина”), цитат из латинског превода Књиге проповедникове. Иако се овај израз — сам осликан у типу животног стила, ванитас (латинизам за „испразност”) — оригинално није односио на опсесију нечијим изгледом него на ултимативну безуспешност људских напора на овом свету, фраза ипак сумира комплетну преокупацију субјекта слике.
„Уметник нас позива да платимо вербалну услугу да је се осуди”, пише Едвин Малинс, „нудећи нам пуну дозволу да балавимо над њом. Она се диви себи у чаши, док ми излажемо слику која наводи на инкриминисање ње као друге врсте стакла — прозор — кроз који ми провирујемо и тајно је желимо.” Тема лежеће жене често се уметнички спаја са неалегоријском темом лежеће Венере.
У својој табели седам смртних грехова, Хијероним Бош представља буржоаску жену која се себи диви у огледалу који држи ђаво. Иза ње је отворена кутија накита. Слика чије се ауторство приписује Николи Турнијеу, која виси у Ешмоловом музеју, јесте An Allegory of Justice and Vanity (у преводу: Алегорија правде и сујете). Млада жена држи вагу, која симболизује правду; не гледа у огледало или лобању на столу који се налази испред ње. Позната слика Јоханеса Вермера, Девојка са бисерном минђушом, понекад се верује да осликава грех сујетности — пошто се млада девојка украшавала испред огледала без претходних позитивних алегоријских атрибута.
Све је таштина, аутора Чарлса Алана Гилберта (1873—1929), почива на овој теми. Као оптичка илузија, слика представља оно што изгледа налик на велику насмејану лобању. Након детаљнијег испитивања, открива се да је то млада жена која зури у свој одраз у огледалу. У филму Ђавољи адвокат, Сатана (Ал Пачино) тврди да је „сујета његов омиљени грех”.
Такви уметнички радови служе да упозоре посматрача на ефемерну (краткотрајну) природу младалачке лепоте, као и на пролазност и краткотрајност људског живота односно неизбежност или неупитност смрти.